# Kamratmästerskapen
Die Kamratmästerskapen war ein von der Idrottsföreningen Kamraterna (IFK) ausgetragener schwedischer Fußballwettbewerb. 

## Geschichte
Die erste Austragung der Kamratmästerskapen fand 1901 statt. Mit Ausnahme des Jahres 1923 wurde der Wettbewerb bis 1924 jährlich ausgetragen. 1940 wurde er wiederbelebt und bis 1942 ausgespielt. Nachdem 1945 die Meisterschaft begonnen, aber nicht zu Ende gespielt wurde, wurde der Wettbewerb endgültig wieder eingestellt. Am Wettbewerb durften ausschließlich Mannschaften der Mitglieder der Idrottsföreningen Kamraterna teilnehmen. 
Nachdem im ersten Jahrzehnt IFK Stockholm den Wettbewerb dominieren konnte, gelang es in der Folgezeit IFK Göteborg, sich den Titel elf Mal bei 25 ausgetragenen Meisterschaften zu holen. Damit ist der Klub unangefochten Rekordsieger.

## Wettbewerbe
| Spielzeit | Meister          | Zweiter        |
| --------- | ---------------- | -------------- |
| 1901      | IFK Eskilstuna   | IFK Köping     |
| 1902      | IFK Eskilstuna   | IFK Uppsala    |
| 1903      | IFK Stockholm    | IFK Köping     |
| 1904      | IFK Norrköping   | IFK Köping     |
| 1905      | IFK Stockholm    | IFK Köping     |
| 1906      | IFK Stockholm    | IFK Göteborg   |
| 1907      | IFK Stockholm    | IFK Eskilstuna |
| 1908      | IFK Stockholm    | IFK Göteborg   |
| 1909      | IFK Göteborg     | IFK Gävle      |
| 1910      | IFK Göteborg     | IFK Norrköping |
| 1911      | IFK Norrköping   | IFK Stockholm  |
| 1912      | IFK Göteborg     | IFK Stockholm  |
| 1913      | IFK Göteborg     | IFK Stockholm  |
| 1914      | IFK Göteborg     | IFK Stockholm  |
| 1915      | IFK Göteborg     | IFK Gävle      |
| 1916      | IFK Malmö        | IFK Eskilstuna |
| 1917      | IFK Eskilstuna   | IFK Malmö      |
| 1918      | IFK Eskilstuna   | IFK Hässleholm |
| 1919      | IFK Hässleholm   | IFK Stockholm  |
| 1920      | IFK Göteborg     | IFK Västerås   |
| 1921      | IFK Göteborg     | IFK Eskilstuna |
| 1922      | IFK Göteborg     | IFK Stockholm  |
| 1923      | kein Wettbewerb  |                |
| 1924      | IFK Göteborg     | IFK Örebro     |
| 1925–39   | kein Wettbewerb  |                |
| 1940      | IFK Göteborg     | IFK Norrköping |
| 1941      | IFK Kristianstad | IFK Västerås   |
| 1942–44   | kein Wettbewerb  |                |
| 1945      | kein Sieger      |                |

## Titelträger
| Titel | Verein           |
| ----- | ---------------- |
| 11    | IFK Göteborg     |
| 5     | IFK Stockholm    |
| 4     | IFK Eskilstuna   |
| 2     | IFK Norrköping   |
| 1     | IFK Hässleholm   |
| 1     | IFK Kristianstad |
| 1     | IFK Malmö        |